# Jean-Claude Letzelter
Jean-Claude Letzelter est un joueur d'échecs français né le 25 avril 1940  à Sélestat, qui fut champion de France à trois reprises (en 1968, 1971 et 1974) et champion de France vétérans en 2010.

## Carrière internationale aux échecs
Jean-Claude Letzelter représenta la France lors de quatre olympiades d'échecs. Il jouait au deuxième échiquier en 1968 (+5, −4, =4), au troisième échiquier en 1972 (+8, −4, =3) et comme deuxième remplaçant en 1976 (+5, −4, =2) et 1978 (+3, −3, =2), il termina à chaque fois avec un score positif.
En 1968, Letzelter termina avant-dernier du tournoi international de Monte-Carlo (remporté par Bent Larsen devant Mikhaïl Botvinnik) mais il réussit à battre le grand maître international hongrois Lajos Portisch.

## Publication
Letzelter est également problémiste (compositeur d'études et de problèmes d'échecs). Il a publié :
- Les Echecs artistiques et humoristiques Tome 1 : Les Pions qui venaient du froid, Grasset, Europe Échecs, 1990